# スカブロ
『スカブロ』は、2018年7月21日公開の日本映画。横須賀市を舞台に地元出身の監督・俳優らによる「オール横須賀」を掲げて制作された。
「スカブロ」とは、「横須賀（ヨコスカ）」の「スカ」とアメリカスラングの「bro（ブロ：兄弟の意）」を繋いだ造語である。当初タイトルは「スカジャン兄弟」であったが、クランクイン前に変更された。兄弟役で主演を務める窪塚俊介とRUEEDは実の兄弟である。

## あらすじ
東京から故郷横須賀に戻った売れない俳優の兄・海野龍助（窪塚俊介）と、地元でストリートミュージシャンをする弟・虎太（RUEED）。兄弟が営む便利屋にはナオミ（AISHA）から人探しの依頼が舞い込み、20年前の失踪事件が浮かび上がる。

## キャスト
- 海野龍助：窪塚俊介
- 海野虎太：RUEED
- ナオミ：AISHA
- 福永マリカ
- 武史
- 原田佳奈
- 武藤寛
- 小泉孝太郎
- 根岸季衣
- 黒田福美
- 中原丈雄
- 川上麻衣子
- 進藤組組長：上杉昇
- 村松和輝

## ロケ地
撮影は2016年11月に横須賀市内で行われ、馬堀海岸直線道路やどぶ板通りでのロケも敢行された。